# Imran Bunjaku
Imran Bunjaku (Zürich, 18 oktober 1992) is een Zwitsers-Kosovaars voetballer  van Albanese afkomst, die uitkomt voor FC Schaffhausen in de Challenge League als middenvelder.

## Clubstatistieken
| Seizoen | Club            | Competitie              | Competitie | Competitie | Beker | Beker | Internationaal | Internationaal | Totaal | Totaal |
| Seizoen | Club            | Competitie              | Wed.       | Dlp.       | Wed.  | Dlp.  | Wed.           | Dlp.           | Wed.   | Dlp.   |
| ------- | --------------- | ----------------------- | ---------- | ---------- | ----- | ----- | -------------- | -------------- | ------ | ------ |
| 2013/14 | Grasshoppers    | Raiffeisen Super League | 5          | 0          | 0     | 0     | 0              | 0              | 5      | 0      |
| 2014/15 | FC Schaffhausen | Challenge League        | 11         | 0          | 0     | 0     | 0              | 0              | 11     | 0      |
| Totaal  | Totaal          | Totaal                  | 16         | 0          | 0     | 0     | 0              | 0              | 16     | 0      |

Bijgewerkt in mei 2015.

## Interlandcarrière
In maart 2011 maakte Bunjaka zijn debuut voor Albanië onder 21 onder trainer Artan Bushati. Dit was in een officieuze vriendschappelijke wedstrijd tegen Slovenië. Zijn debuut in het Kosovaars voetbalelftal maakte Bunjaku op 5 maart 2014 tegen Haïti.